# IJzertijdboerderij (Dongen)
De ijzertijdboerderij is een nagebouwde ijzertijdboerderij in de Brabantse plaats Dongen in de Nederlandse gemeente Dongen. De boerderij staat aan de Oude Oosterhoutsebaan aan de westrand van het dorp.

## Geschiedenis
In de omgeving van Dongen zijn er met regelmaat prehistorische voorwerpen opgegraven die stammen uit de steentijd, bronstijd en ijzertijd.
In 2000 werd door de archeologische werkgroep van de Heemkundekring De Heerlyckheit Dongen het plan opgepakt om een reconstructie van een ijzertijdboerderij te maken en daar publieksactiviteiten aan te verbinden. In 2003 kwam het stuk grond beschikbaar en werd er onder andere gewerkt aan de houtwallen en de omheining. In 2004 begon men met de bouw van een spieker en later het boerderijgebouw. In 2004 werd tevens de Stichting IJzertijdboerderij Dongen opgericht die de organisatie op zich neemt. In 2005 werd de boerderij voor het publiek geopend.

## Boerderij
De boerderij is een reconstructie van een gebouw dat uit ongeveer 700 v.Chr. stamt, waarvan men de sporen in Beek en Donk heeft aangetroffen. Dit boerderijtype wordt aangeduid als het type Loon op Zand (naar de eerste vindplaats) en kenmerkt zich door een vlakke voorgevel die gericht is op het zuidoosten. De gebintpalen zijn ruitvormig geplaatst. De wanden zijn opgetrokken in vlechtwerk van wilgentenen waarop leem is aangebracht en het geheel wordt gedekt door een rieten kap.